# Delilah (Tom Jones)
Delilah is een nummer van de Britse zanger Tom Jones uit 1968.
De tekst is geschreven door Barry Mason en de muziek door Les Reed. De ex-vrouw van Barry Mason, Sylvia Whittingham, spande in 1983 een rechtszaak aan omdat ze beweerde medeschrijver van de songtekst te zijn. In 1986 kwam deze zaak tot een buitengerechtelijk einde.

## Verhaal
Het lied gaat over een man die langs het raam van zijn vriendin loopt en haar samen ziet met een andere man. Hij wacht de hele nacht buiten en confronteert haar als ze 's ochtends naar buiten komt. Daar steekt hij haar dood, waarna hij wacht tot de politie hem komt arresteren.

## Populariteit
Voor dit nummer ontvingen Reed en Mason de Ivor Novello-prijs. Met "Delilah" had Jones een nummer-1 hit in meerdere landen, waaronder Vlaanderen, West-Duitsland en Frankrijk. In de Nederlandse Top 40 en UK Singles Chart kwam het tot een tweede plek. Supporters van voetbalclub Stoke City hebben "Delilah" omarmd als hun clublied en zingen dit bij elke wedstrijd van hun team.

## NPO Radio 2 Top 2000
| Nummer met noteringen in de NPO Radio 2 Top 2000 | '99  | '00  | '01 | '02  | '03  | '04  | '05  | '06  | '07 | '08  |
| ------------------------------------------------ | ---- | ---- | --- | ---- | ---- | ---- | ---- | ---- | --- | ---- |
| Delilah                                          | 1434 | 1372 | -   | 1999 | 1857 | 1772 | 1844 | 1868 | -   | 1961 |

1. ↑  Een '-' betekent dat het nummer niet was genoteerd en een vetgedrukt getal geeft de hoogste notering aan.
2. ↑  Deze tabel is bijgewerkt tot en met de laatste editie (2024).